# Candidiasis
Candidiasis er en svampeinfektion med svampe i slægten Candida, mest hyppigt med svampen Candida albicans. Candidiasis omfatter infektioner som varierer fra overfladiske, som trøske og skedesvamp (vaginitis), til systemiske livstruende sygdomme. De systemiske infektioner kaldes også candidæmi og forekommer primært i svært immunkompromiterede individer, f.eks. AIDS-, kræft- eller transplantationspatienter.

## Behandling
Behandling består af antimykotika. Til de overfladiske infektioner anvendes topikale antimykotika som f.eks. cremer, geler, puddere, shampoo eller vagitorier. Populære præparater i Danmark omfatter Brentan®, Canesten®, Mycostatin® og Pevaryl®.
Til alvorlige overfladiske infektioner eller systemiske infektioner anvendes perorale eller parenterale antimykotika, som f.eks. Diflucan®, Cancidas® eller Amphotericin B.